# 新潟県労働金庫
新潟県労働金庫（にいがたけんろうどうきんこ、略称：新潟ろうきん（にいがたろうきん）、英語：Niigata-ken Labour Bank）は、新潟県新潟市中央区に本店を置く労働金庫である。営業エリアは新潟県のみで、全営業店が新潟県内となっている。口座開設は、新潟県内に住民票または勤務地があれば開設は基本的には誰でも可能と謳っている。

## 沿革
- 1952年（昭和27年）5月 - 信用組合新潟県労働金庫として設立。
- 1954年（昭和29年）2月 - 労働金庫法に基づき、新潟県労働金庫に改組。
- 2007年（平成19年）1月 - オンラインシステムをユニティ(全国労金共同オンライン)システムへ移行。

## 情報処理システム
新潟県労金は長らく自前のシステムを採用しており、2003年より稼動を開始した「ユニティシステム（ろうきん新統合オンラインサービス）」に接続していなかったため、新潟県労金の顧客に対しては他地域のろうきん（静岡県ろうきんを除く）窓口・ATMによる取引に一部制限があった。2007年1月にユニティシステム移行後は、他地域の労金の窓口・ATMでも取引ができるようになった。

## ATM手数料
全国の労働金庫ならびに労働金庫が設置しているATMでは全時間帯で手数料がかからず取り扱いが可能。またコンビニATMのローソン銀行とイーネットでは手数料無料の扱いがなされるが、セブン銀行では実質無料と言う形で即時キャッシュバックと言う形で手数料が発生する時間がある。
ファミリーマートに設置されているゆうちょ銀行ATM（店舗外ATMも含む）ならびに、ゆうちょ銀行に設置されているATMはともに分けられることなく同じ扱いがなされて、実質無料即時キャッシュバックとなる。
イオン銀行ATMは労働金庫ATMと同様に完全に無料で使うことができる。
かつて行われていた「他行ATM手数料のキャッシュバック」は新潟県労働金庫と中国労働金庫で終了している。
入金ネットに加入していることから手数料がかかるが入金ネットに提携している一部の金融機関（信用金庫・信用組合や第二地銀など）に入金することは可能。この場合は「振込」の扱いではなくあくまで「入金」の形となる。

## ギャラリー

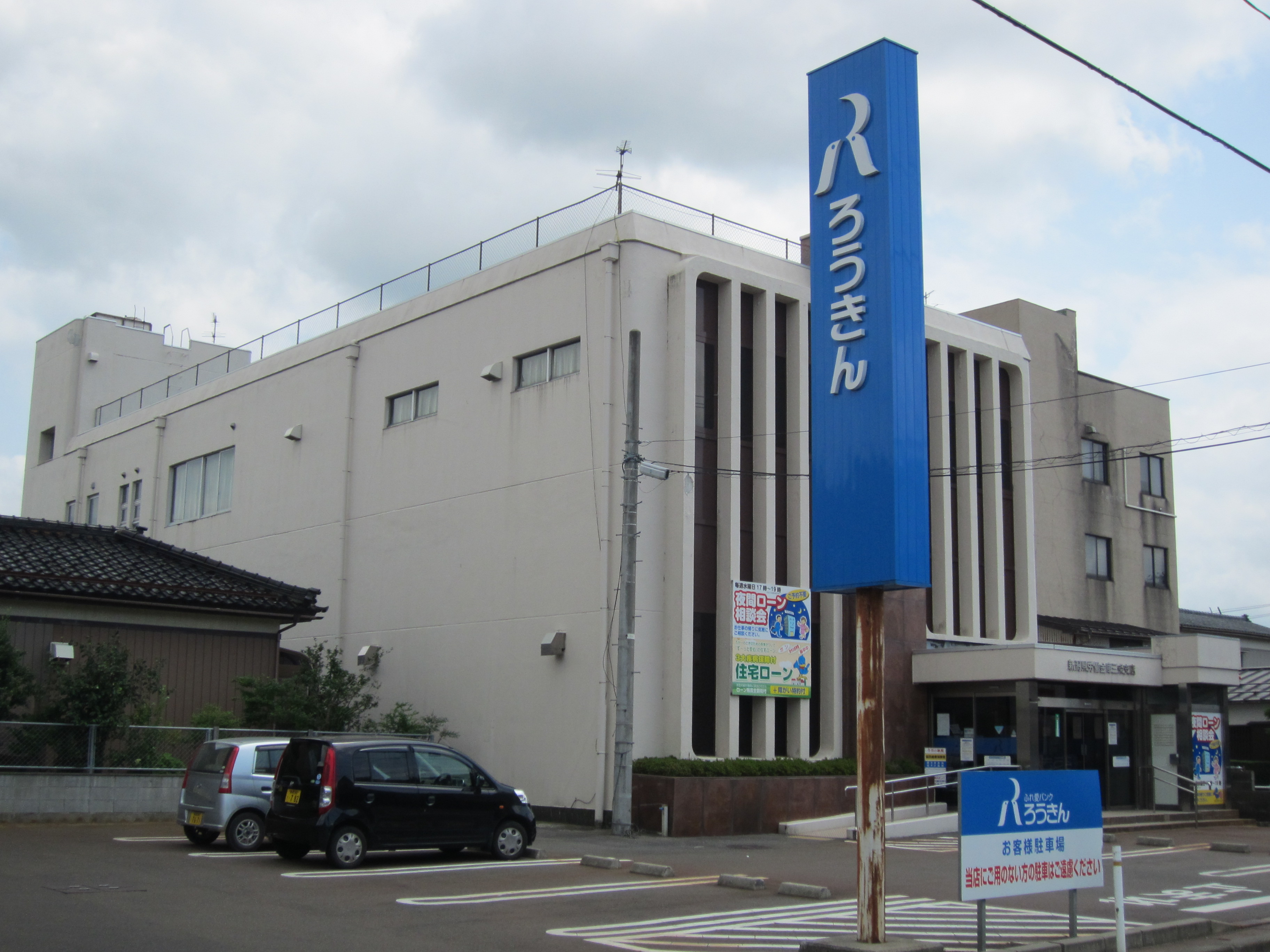
三条支店

## CM
2017年より、新潟県を活動拠点とするアイドルグループのRYUTistがTVCMキャラクターとなっている。